# Tel·luronevskita
La tel·luronevskita és un mineral de la classe dels sulfurs, que pertany al grup de la tetradimita. Rep el nom per la seva relació amb la nevskita i el seu contingut en tel·luri.

## Característiques
La tel·luronevskita és un sulfur de fórmula química Bi₃TeSe₂. Cristal·litza en el sistema trigonal. La seva duresa a l'escala de Mohs és 3,5.
Segons la classificació de Nickel-Strunz, la tel·luronevskita pertany a «02.DC - Sulfurs metàl·lics, amb variable proporció M:S» juntament amb els següents minerals: hedleyita, ikunolita, ingodita, joseïta-B, kawazulita, laitakarita, nevskita, paraguanajuatita, pilsenita, skippenita, sulfotsumoïta, tel·lurantimoni, tel·lurobismutita, tetradimita, tsumoïta, baksanita, joseïta-C, protojoseïta, sztrokayita, i vihorlatita.

## Formació i jaciments
Va ser descoberta als afloraments de quarsites de Poruba pod Vihorlatom, al comtat de Michalovce (Regió de Košice, Eslovàquia). També ha estat descrita a la mina Trepča Stan Terg, a Mitrovica (Kosovo) i a Stanos, dins Macedònia Central (Grècia). Aquests tres indrets són els únics de tot el planeta on ha estat descrita aquesta espècie mineral.